# Tekla Structures
Tekla Structures — программное обеспечение для информационного моделирования зданий и сооружений промышленного и гражданского строительства, способное моделировать конструкции из различных строительных материалов, включая сталь, бетон, дерево и стекло. Tekla Structures позволяет проектировщикам и инженерам строить конструкцию здания и его компоненты с помощью трёхмерного моделирования, создавать двухмерные чертежи и получать доступ к информации о здании или сооружении. Tekla Structures ранее назывался Xsteel (X от X Window System, основа графического интерфейса пользователя Unix).

## Особенности
Tekla Structures используется в строительной отрасли для изготовления деталей из стали и бетона, сборного или монолитного строительства. Программное обеспечение (ПО) позволяет пользователям создавать 3D-модели конструкций из бетона или стали и управлять ими, а также направляет их на протяжении всего процесса от концепции до изготовления, имеет автоматизированный процесс создания рабочих чертежей. ПО доступно в различных конфигурациях и локализованных средах.
Программное обеспечение Tekla Structures имеет многоязычный интерфейс, выпущено компанией Trimble, основанной в 1978 году. Конструкции зданий и сооружений моделируются в 3D со всеми их деталями (разделы проекта КЖ, КЖИ, КМ, КМД), а производственные и сборочные чертежи получаются из этой модели. Множество процессов детализации выполняется в ПО автоматически.
Моделирование в Tekla Structures включает в себя: конструкционную сталь, строительную сталь, бетонные и железобетонные монолитные конструкции, арматурные каркасы, лёгкие стальные профили и конструкции для гипсокартона. Переход Xsteel на Tekla Structures в 2004 году значительно расширил функциональность и совместимость 3D-моделей. ПО часто используется вместе с Autodesk Revit, — несущий каркас разрабатывается в Tekla и экспортируется в Revit с использованием форматов DWG/DXF.
В ПО также встроена CAM-система для производства, которая генерирует файлы различных форматов для станков с ЧПУ, таких как газокислородная и плазменная резка, станки для арматуры, пилы, сверла и т. д.